# (33356) 1999 AM3
1999 أي أم 3 (ويعرف أيضًا باسم (33356) 1999 أي أم 3 وفق تسمية الكوكب الصغير) (بالإنجليزية: 1999 AM3)‏ هو كويكب ضمن حزام الكويكبات؛ وترتيبه 33356 من حيث الاكتشاف.
اكتُشف هذا الجُرم الفلكي بواسطة تيتسوؤو كاغاوا في 9 يناير 1999.

## وصلات خارجية
- (33356) 1999 AM3 في قاعدة بيانات مختبر الدفع النفاث لأجرام النظام الشمسي الصغيرة

- الاكتشاف · مخطط المدار ·  العناصر المدارية · المعلمات المادية

- (33356) 1999 AM3 على موقع ويكي سكاي: DSS2, SDSS, GALEX, IRAS, Hydrogen α, X-Ray, Astrophoto, Sky Map, Articles and images